# 豊竹此太夫
豊竹 此太夫（とよたけ このたゆう）は、義太夫節の太夫。

## 初代
大坂出身。竹本座で竹本此太夫を名乗っていたが、仮名手本忠臣蔵初演の際に人形遣いの吉田文三郎との対立により豊竹座に移り豊竹此太夫と改名。（赤穂事件参照）後の豊竹筑前少掾。

## 2代目
（享保11年（1726年） - 寛政8年10月4日（1796年11月3日））
大坂の出身。初代此太夫（後の豊竹筑前少掾）の門弟で初代豊竹八重太夫、初代豊竹時太夫を経て1757年に2代目此太夫を襲名。
1766年に私財を投げうって北堀江市に自席操り座をおこす。1770年に浄瑠璃作家の菅専助と共に道頓堀に豊竹座を再興するなど尽力する。1792年に引退。
通称を「銭屋佐吉」。

## 3代目
（生没年不詳）
大坂の出身。2代目此太夫の門弟で豊竹頼太夫が1800年頃に3代目襲名。没年不詳、文化年間には没。
通称を「大坂屋利右衛門」。

## 4代目
（生没年不詳）
大坂の出身。寛政時代に初代豊竹磯太夫に師事、1795年に初代豊竹吾太夫の名で堀江市之側芝居が初出演、4代目時太夫を経て1827年ごろに4代目此太夫を襲名。1837年頃には病死している。
通称を「重太郎」。

## 5代目
（生没年不詳）
大坂の出身。4代目豊竹此太夫の門弟で1809年に岩太夫の名で御霊境内の芝居が初出演、2代目吾太夫、5代目時太夫を経て1840年ごろに5代目此太夫を襲名。天保時代の末に没。
通称を「藤吉」。